# Homojdia, Timiș
Homojdia este un sat în comuna Curtea din județul Timiș, Banat, România. Se află în partea de est a județului.
Biserica din lemn „Adormirea Maicii Domnului” din sat a fost declarată monument istoric de importanță națională.

## Legături externe

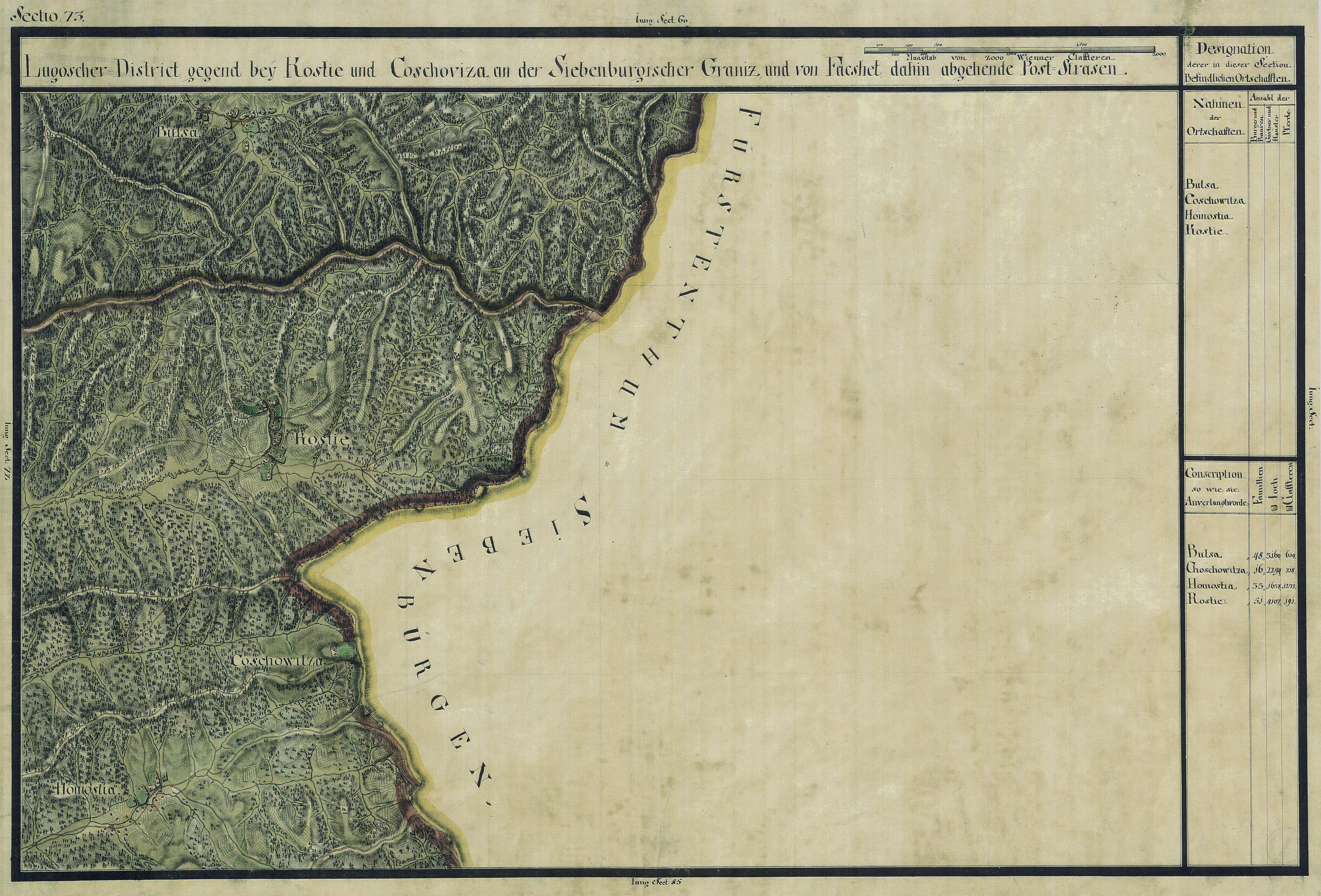
Homojdia în Harta Iosefină a Banatului, 1769-72